# Ejido Venustiano Carranza
Ejido Venustiano Carranza är en ort i Mexiko.   Den ligger i kommunen Viesca och delstaten Coahuila, i den centrala delen av landet, 800 km nordväst om huvudstaden Mexico City. Ejido Venustiano Carranza ligger 1 101 meter över havet och antalet invånare är 4 288.
Terrängen runt Ejido Venustiano Carranza är platt norrut, men söderut är den kuperad. Runt Ejido Venustiano Carranza är det mycket glesbefolkat, med 3 invånare per kvadratkilometer. Ejido Venustiano Carranza är det största samhället i trakten. Omgivningarna runt Ejido Venustiano Carranza är i huvudsak ett öppet busklandskap.